# Kings (telessérie)
Kings é uma série de televisão americana exibida originalmente pelo canal NBC. A série narra a história do Rei Davi, mas em tempos contemporâneos e nos Estados Unidos da América.
Kings foi cancelada por não conseguir audiência suficiente.

## Sinopse
Do produtor e escritor de Heroes vem a versão moderna da clássica história bíblica do Rei Davi. Kings, a nova série da NBC, narra a história do jovem soldado David Sheperd (Chris Egan), que tem a vida transformada depois que salva a vida de um colega soldado, que depois revela-se com o filho do rei. Entretanto, o Rei Silas Benjamin, interpretado por Ian McShane (Deadwood), é um monarca cuja regra é perturbar as nações vizinhas. A ascensão de David vai ser alegadamente uma ameaça aos seus planos.
O escrito de Everwood e Heroes, Michael Green escreveu o roteiro e a direção ficou por conta de Francis Lawrence, que também dirigiu "Eu Sou a Lenda".
Green disse que ele imaginou uma série que seria fiel a história bíblica, apesar de contemporânea. "Quero fazer uma versão completamente fiel a história original, só que com todo a contemporaneidade atual, explorando todos os temas e modernizando-as em todos os sentidos." Integram o elenco de Kings, Susanna Thompson, como Rainha Rose Benjamin e Allison Miller, como a filha do rei. Macaulay Culkin vai aparecer no episódio piloto como o sobrinho exilado do rei.

## Elenco
- Chris Egan é David Shepherd
- Ian McShane é Silas Benjamin, Rei de Gilboa
- Susanna Thompson é Rose Benjamin, Rainha de Gilboa
- Allison Miller é Michelle Benjamin, Princesa de Gilboa
- Sebastian Stan é Jack Benjamin, Príncipe de Gilboa
- Eamonn Walker é O Reverendo Ephram Samuels
- Dylan Baker é William Cross
- Wes Studi é General Linus Abner
- Sarita Choudhury é Helen Pardis

### Personagens secundários
- Andrew Cross (Macaulay Culkin)
- Joseph Lasile (Michael Arden)
- Jessie Shepherd (Becky Ann Baker)
- Damien Shaw (Mark Margolis)
- General Mallick (Miguel Ferrer)
- Chancellor Marcus Hanson (Michael Crane)
- Vesper Abedon (Brian Cox)
- John Greenway
- Press Minister Forsythe (Reed Birney)
- Thomasina (Marlyne Afflack)
- Perry Straussler (Steve Rosen)
- Katrina Ghent (Leslie Bibb)
- Klotz (Joel Garland) e Boyden (Jason Antoon)
- Seth (Kobi and Kadin George)
- Paul Lash (Michael Stahl-David)
- Lucinda Wolfsen (Kathleen Mealia)

## DVD
Foi lançado em 9 de Setembro de 2009, um box de 3 DVDs, intitulado Kings - The Complete Series O DVD contém cenas apagadas do último episódio da temporada. As cenas foram apagadas porque remetiam a uma segunda temporada, a qual não seria produzida nesse ponto da história.